# قلب هیولا
قلب هیولا (انگلیسی: Heart of the Beast) یک فیلم اکشن آمریکایی درحال ساخت به کارگردانی دیوید آیر و نویسندگی کامرون الکساندر با بازی برد پیت است که به عنوان تهیه‌کننده فیلم نیز فعالیت می‌کند.
این فیلم در مورد یک تکاور سابق نیروی دریایی و سگ تهاجمی‌اش است، که پس از سقوط هواپیما در طبیعت بکر آلاسکا، سعی می‌کنند زنده بمانند و به خانه بازگردند.

## تولید
فیلمبرداری در مارس ۲۰۲۵، در کویینزتاون، نیوزیلند، آغاز شد.